# Фриона (Техас)
Фриона (англ. Friona) — місто (англ. city) в США, в окрузі Пармер штату Техас. Населення — 4171 особа (2020).

## Географія
Фриона розташована за координатами 34°38′22″ пн. ш. 102°43′23″ зх. д. / 34.63944° пн. ш. 102.72306° зх. д. (34.639432, -102.723066).  За даними Бюро перепису населення США в 2010 році місто мало площу 3,63 км², уся площа — суходіл.

## Демографія
Згідно з переписом 2010 року, у місті мешкали 4123 особи в 1336 домогосподарствах у складі 1025 родин. Густота населення становила 1137 осіб/км².  Було 1433 помешкання (395/км²).
Расовий склад населення:
| - 71,1 % — білих - 1,2 % — чорних або афроамериканців - 1,1 % — корінних американців - 0,5 % — вихідців з тихоокеанських островів - 0,3 % — азіатів - 23,0 % — осіб інших рас |

До двох чи більше рас належало 2,8 %. Частка іспаномовних становила 69,9 % від усіх жителів.
За віковим діапазоном населення розподілялося таким чином: 31,7 % — особи молодші 18 років, 57,1 % — особи у віці 18—64 років, 11,2 % — особи у віці 65 років та старші. Медіана віку мешканця становила 30,8 року. На 100 осіб жіночої статі у місті припадало 103,9 чоловіків;  на 100 жінок у віці від 18 років та старших — 103,3 чоловіків також старших 18 років.
Середній дохід на одне домашнє господарство  становив 54 384 долари США (медіана — 48 409), а середній дохід на одну сім'ю — 57 880 доларів (медіана — 51 118). За межею бідності перебувало 19,7 % осіб, у тому числі 31,6 % дітей у віці до 18 років та 15,0 % осіб у віці 65 років та старших.
Цивільне працевлаштоване населення становило 1948 осіб. Основні галузі зайнятості: виробництво — 29,6 %, сільське господарство, лісництво, риболовля — 14,7 %, мистецтво, розваги та відпочинок — 12,9 %, освіта, охорона здоров'я та соціальна допомога — 11,3 %.